# Miền ký ức
Miền ký ức (englischer Festivaltitel Memoryland) ist ein vietnamesisch-deutsches Filmdrama unter der Regie von Kim Quy Bui aus dem Jahr 2021. Premiere hatte der Film am 10. Oktober 2021 beim Busan International Film Festival. Am 14. Februar 2022 feierte er auf der Berlinale in der Sektion Forum seine europäische Premiere.

## Inhalt
Eine Kette verwobener Geschichten zeigt den Umgang mit dem Tod in Vietnam: Zu Beginn des Filmes stirbt eine Mutter. Obwohl ihr Herz nicht mehr schlägt, macht sie sich immer noch Sorgen um ihren Sohn und segnet ihn. Ihr Nachbar gräbt auf einem Feld in der Nähe des Hauses ein Grab für sie, aber ihr Sohn besteht darauf, dass die Leiche verbrannt wird. Allerdings muss er auf die Kosten achten, da er nicht viel erben wird.
Ein anderer Protagonist kommt bei einem Unglück auf einer Baustelle ums Leben. Seine Witwe will ihn in seiner Heimatstadt begraben lassen und damit seiner Seele Ruhe verschaffen. Aber ihre Verwandten bezweifeln, dass sie es ehrlich meint, da sie noch jung und hübsch ist.

## Hintergrund
Der Film beruht auf einem tatsächlichen Ereignis im Dorf Đại Bái im Norden Vietnams und ist vor dem folgenden gesellschaftlichen Hintergrund zu sehen: Wenn Bauern nicht mehr dort leben können, gehen sie weg und lassen sie Häuser, Felder und oft ihre Eltern zurück. Viele Migranten bauen sich fern der Heimat ein neues Leben auf, müssen aber viel Energie darauf verwenden und verlieren ihre Eltern aus dem Blick. Alte Eltern in der Heimat sehnen sich ihr ganzes Leben lang nach ihren Kindern und wissen irgendwann nicht mehr, wie ihre Kinder aussehen oder heißen, wie viele Kinder sie haben und wie viele noch am Leben sind. In endloser Einsamkeit leben sie bis zu ihrem Tod weiter.
Regie führte Kim Quy Bui, von der auch das Drehbuch und Schnitt stammen. Es ist der zweite Spielfilm der Regisseurin. Die Kameraführung lag in den Händen von Xuan Truong Dang, die Musik komponierte Arnaud Soulier. Produziert wurde der Film von CineHanoi und der Münchner Produktionsfirma Scarlet Visions, das Drehbuch 2016 vom ASEAN Cinema Fund Busan’s Script Development Fund gefördert.
In wichtigen Rollen sind Mong Giao Vu (Tuong), Van Thai Nguyen (Tho) und Thi Minh Phuong Bui (Thi) zu sehen.
Seine Premiere hatte der Film am 10. Oktober 2021 beim Busan International Film Festival. Er feierte am 14. Februar 2022 auf der Berlinale in der Sektion Forum seine europäische Premiere.

## Kritik
In Screendaily wurde neben dem kunstvollen Plot ganz besonders die Bildsprache des Kameramanns Xuan Truong Dang gelobt. Seine poetischen Bilder des Verfalls seien die Grundlage für die Klarheit und Fokussierung des Films. Zeichen der Abwesenheit von Leben prägen den Film: Verfaulte Früchte, zerbrochene Töpfe, eingestürzte Dächer, verblasste Fotografien an einer von der Zeit gezeichneten Wand, verlassene Dörfer.